# 上舒爾巴赫河

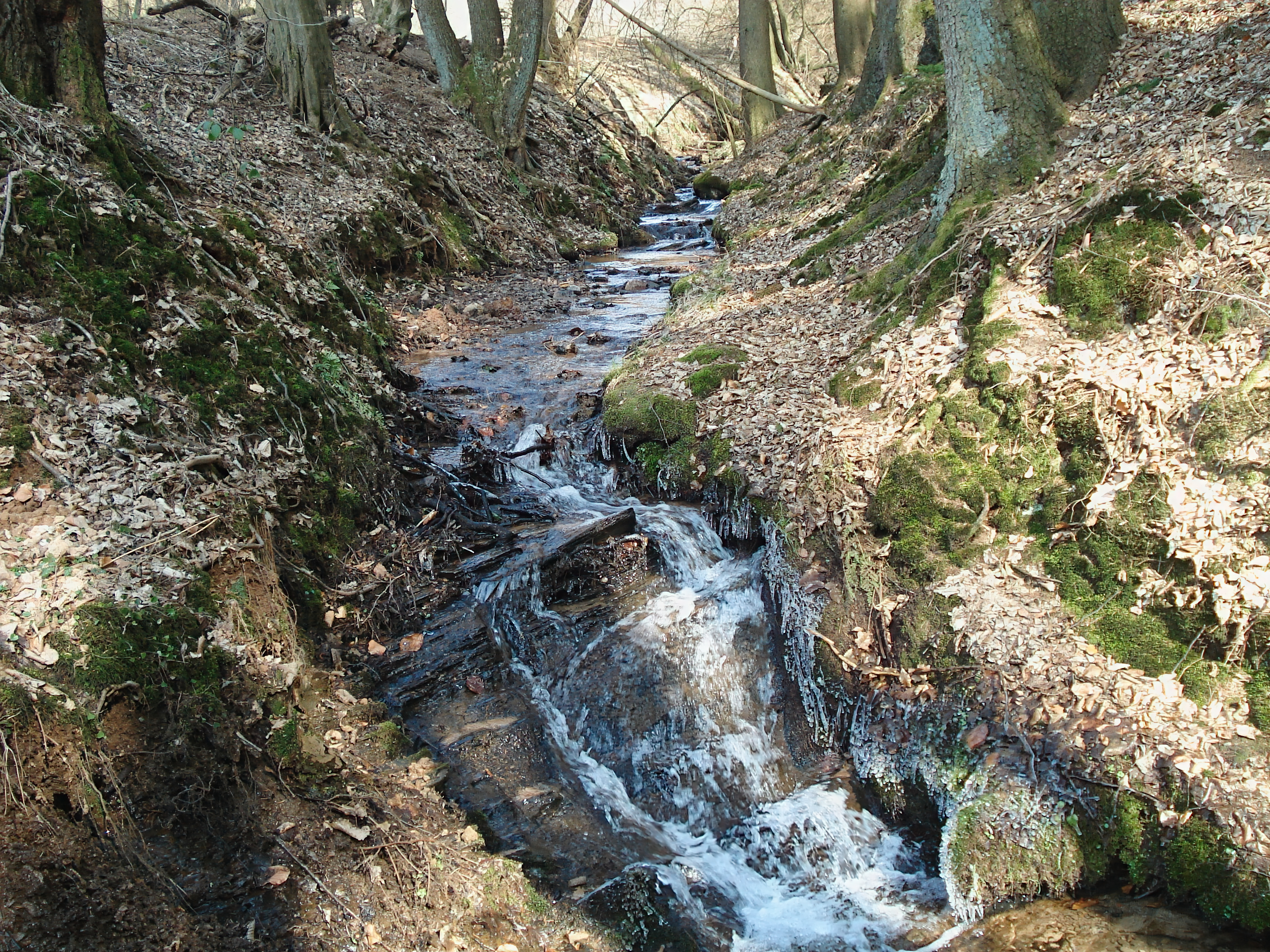

50°4′10.25″N 9°9′58.68″E / 50.0695139°N 9.1663000°E
上舒爾巴赫河（德語：Oberschurbach），是德國的河流，位於該國東南部，由巴伐利亞負責管轄，屬於卡爾河的右支流，河道全長2.6公里，流域面積2.2平方公里。